# Sahorre
Sahorre (în catalană Saorra) este o comună în departamentul Pyrénées-Orientales din sudul Franței. În 2009 avea o populație de 362 de locuitori.

## Evoluția populației
| An        | 1975 | 1982 | 1990 | 1999 | 2006 | 2009 |
| --------- | ---- | ---- | ---- | ---- | ---- | ---- |
| Populație | 370  | 359  | 333  | 347  | 359  | 362  |